# Оренбургские казахи
Оренбургские казахи (каз. Орынбор қазақтары) — одна из многочисленных по численности населения национальностей Оренбургской области. На территории Оренбургской области казахи компактно проживают в Домбаровском, Ясненском и других районах Восточного Оренбуржья.

## История
В XVII веке на восточных границах Казахского ханства монгольские племена создали государство Джунгарию. В регионе начали сражаться между собой три силы. Это были Китайская (цинская) империя, джунгары и казахи. Иногда они воевали каждый за себя, иногда объединялись в союз вдвоем против третьего, иногда вмешивались во внутренние дела соседа и стремились привести к власти своего ставленника.
В середине XVIII века часть казахских племен присягнула на верность России. Для укрепления вновь приобретённых территорий в 1735 году на реке Яик был основан город Оренбург. Позже создавались линии обороны, состоящие из небольших крепостей. Среди них была и Илецкая защита — будущий город Соль-Илецк.
Уже в XX веке, после Гражданской войны была образована Киргизская АССР. С 1920 по 1925 годы её столицей был город Оренбург.

## Население
По численности населения казахи занимают третье место и составляют 6,0 % от общей численности населения области.

## Организации
В целях этнокультурного развития казахского населения Оренбуржья в области созданы и действуют 12 национально-культурных общественных объединений, среди них 4 организации - в форме национально-культурной автономии. Объединяет казахские объединения области созданная в 1999 году Ассоциация казахов Оренбуржья. Казахские общественные организации действуют в Оренбурге, Акбулакском, Домбаровском, Новоорском, Беляевском, Адамовском районах.